# Русичі
Русичі — поетична назва жителів Київської Русі із «Слова о полку Ігоревім», варіант звичайнішого етноніма «русин», або «русь». Термін «русич» не засвідчений у жодних інших староруських текстах.

## Історія
Вперше з'являється в опублікованому в 1800 році «Слові о полку Ігоревім» термін «русич» зустрічається там лише чотири рази, два в формі «русичі», і два в формі «русици». "Це, — пояснюють, — авторське слово, своєрідна формула високого стилю «староруського поета». До речі, слово «русич» не має жіночого роду, на відміну від етноніма «русин» — «русинка». 
Французький дослідник Анрі Мазон і російський вчений Олександр Зимін, які виступають проти  києво-руського «Слова», вважаючи його стилізацією, написаною в XVIII ст. вихованцем Київської духовної академії Іваном Биковським, посилаються якраз на термін «русичі» як на аргумент неоригінальності твору. Вони вказують на той факт, що термін «русич» не засвідчений у жодних інших стародавніх текстах. «Чудернацька назва „Русичі“ із „Слова о полку Ігоревім“, на нашу думку, походить не від Русь, а від легендарного князя Руса, що його вигадали польські літописці. Якраз оці „Русичі“ є одним з доказів неавтентичності „Слова“, бо легенда про князя Руса з'явилася лише в XV–XVI в.в.».
Прискіпливий аналіз терміна «русичі» навів дослідників на думку про можливу тут помилку в написанні. Відомо, що у списку «Слові...» (оригінал начебто згорів в Москві 1812 року) багато темних місць. Виникло припущення, "що в «Слові о полку Ігоревім» замість міфічного «русичі» більш коректно читати «русьци». Отже, улюблений поетами і публіцистами «русич» втрачає свою непевну роль замінника етноніма «русин».
Етнонім «русичі» активно використовується проросійськими науковцями та публіцистами з метою усунення з обігу оригінального етноніму «русини», що історично пов'язаний з українцями.